# Svetlana Berëzova
Svetlana Nikolaevna Berëzova (in russo Светла́на Никола́евна Берёзова?; Kaunas, 24 settembre 1932 – Londra, 10 novembre 1998) è stata una ballerina lituana naturalizzata britannica.

## Biografia
Svetlana Berëzova nacque a Kaunas figlia di Nicolas Beriozeev, maestro di ballerini quali Rudol'f Nureev, Michail Baryšnikov e Alicia Markova e futuro fondatore della scuola di balletto dell'Opera di Zurigo. Nel 1940 la famiglia si trasferì a New York, dove la madre di Berëzova morì quando la bambina aveva dieci anni. Nel 1947 fece il suo esordio sulle scene con il Balletto di Ottawa e, dopo aver danzato brevemente con il Grand Ballet de Monte Carlo e il Metropolitan Ballet, nel 1952 si unì al Sadler's Wells Ballet, di cui divenne prima ballerina tre anni più tardi.
All'interno della compagnia danzò tutti i maggiori ruoli femminili del repertorio classico e moderno, tra cui Swanilda in Coppélia, Odette e Odille ne Il lago dei cigni, Aurora ne La bella addormentata, Giselle in Giselle, Belle Rose ne Il principe delle Pagode e il ruolo di Antigone nell'omonimo balletto di John Cranko, di cui fu la prima interprete.
Berëzova godette di vasti apprezzamenti di critica e pubblico sin dal suo arrivo al Covent Garden, ma le previsioni che la vedevano futura prima ballerina assoluta della compagnia furono guastate dall'arrivo di Nureev nel 1962. Dato che Nureev e Berëzova erano alti uguali (e la ballerina lo avrebbe sovrastato en pointe) la direzione chiese a Margot Fonteyn di fargli da partner sulle scene. Per quanto inizialmente si pensasse che il ritorno di Fonteyn fosse temporaneo, la partnership con Nureev infuse nuova linfa alla carriera della ballerina, che continuò a danzare per molti anni ancora come indiscussa star femminile della Royal Opera House.
In seguito all'acclamato ritorno di Fonteyn, la carriera di Berëzova ebbe una brusca battuta d'arresto e la ballerina fu relegata in secondo piano all'interno della compagnia. Le delusioni professionali e personali, insieme agli infortuni e all'alcolismo, portarono rapidamente al termine la carriera della ballerina, che nel 1971 crollò a terra ubriaca durante una rappresentazione di Anastasia. Berëzova fu licenziata dal Covent Garden e continuò a danzare sporadicamente come freelance fino al 1975.
Fu sposata con lo psicoanalista Masud Khan dal 1959 al 1974, ma anche il matrimonio subì gli effetti negativi dell'alcolismo della ballerina e la coppia divorziò. Morì di cancro a Londra nel 1998 all'età di sessantasei anni.